# 博爾漢
48°8′37″N 28°43′25″E / 48.14361°N 28.72361°E

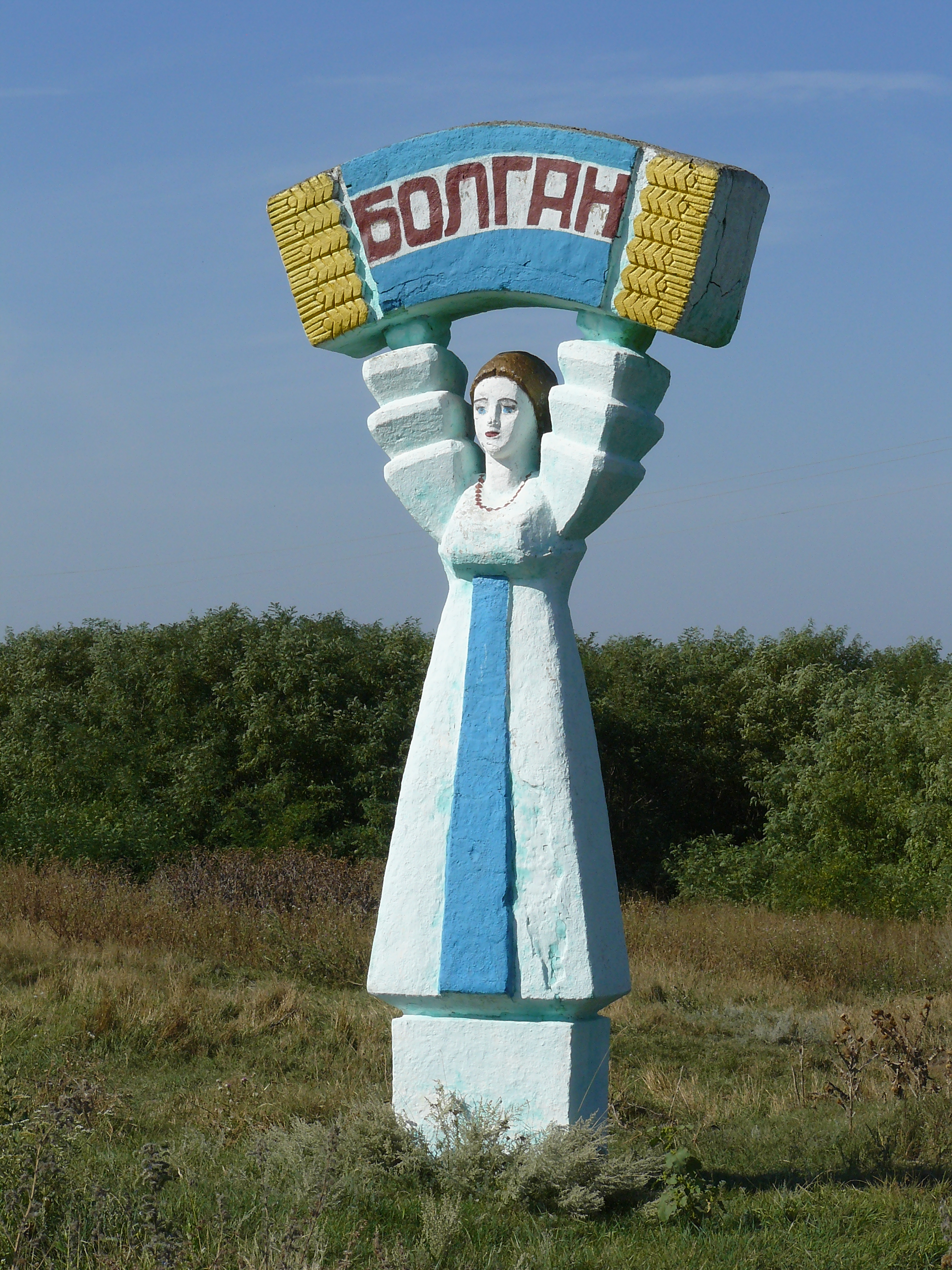

博爾漢（烏克蘭語：Болган）是烏克蘭西南部文尼察州圖利欽區的村莊，處於卡緬卡河畔，始建於1720年，面積4.86平方公里，海拔高度83米，2001年人口4,200。